# Liste des épisodes de Galaxy Express 999
Cette page présente la liste des épisodes de la série télévisée d'animation Galaxy Express 999.
Seuls 38 épisodes ont été doublés,.
La série se divise en 6 saisons et plusieurs épisodes spéciaux.

## Saison 1 (1978)
| No | Titre français                          | Titre japonais       | Titre japonais                     | Date de 1re diffusion |
| No | Titre français                          | Kanji                | Rōmaji                             | Date de 1re diffusion |
| -- | --------------------------------------- | -------------------- | ---------------------------------- | --------------------- |
| 1  | Le Départ                               | 出発のバラード       | Tabidachi no Ballad                | 14 septembre 1978     |
| 2  | Le Vent Rouge de mars                   | 火星の赤い風         | Kasei no Akai Kaze                 | 21 septembre 1978     |
| 3  | L'Enlèvement de Marina                  | タイタンの眠れる戦士 | Titan no Nemureru Senshi           | 28 septembre 1978     |
| 4  | Antalius                                | 大盗賊アンタレス     | Dai Tōzoku Antaresu                | 5 octobre 1978        |
| 5  | Une Planète Glaciale                    | 迷いの星の影         | Mayoi no Hoshi no Shadow           | 12 octobre 1978       |
| 6  | Silence, On Coupe                       | 彗星図書館           | Suisei Toshokan                    | 19 octobre 1978       |
| 7  | L'Accident du Galaxy Express - Partie 1 | 重力の底の墓場前編   | Juryoku no Soko no Hakaba - Part 1 | 26 octobre 1978       |
| 8  | L'Accident du Galaxy Express - Partie 2 | 重力の底の墓場後編   | Juryoku no Soko no Hakaba - Part 2 | 2 novembre 1978       |
| 9  | Halte sur Tradar - Partie 1             | トレーダー分岐点前編 | Trader Bunkiten - Part 1           | 9 novembre 1978       |
| 10 | Halte sur Tradar - Partie 2             | トレーダー分岐点後編 | Trader Bunkiten - Part 2           | 16 novembre 1978      |
| 11 | La Planète Informe                      | 不定形惑星ヌルーバ   | Futeikei Wakusei Nuruba            | 23 novembre 1978      |

## Saison 2 (1978-79)
| No | Titre français                     | Titre japonais              | Titre japonais               | Date de 1re diffusion |
| No | Titre français                     | Kanji                       | Rōmaji                       | Date de 1re diffusion |
| -- | ---------------------------------- | --------------------------- | ---------------------------- | --------------------- |
| 12 | Le Gardien des Fossiles - Partie 1 | 化石の戦士前編              | Kaseki no Senshi - Part 1    | 30 novembre 1978      |
| 13 | Le Gardien des Fossiles - Partie 2 | 化石の戦士後編              | Kaseki no Senshi - Part 2    | 7 décembre 1978       |
| 14 | Les Planètes Jumelles              | 二重惑星のラーラ            | Niju Wakusei no Lara         | 14 décembre 1978      |
| 15 | Le Musicien                        | 水の国のベートーベン        | Mizu no Kuni no Beethoven    | 21 décembre 1978      |
| 16 | Tout Ce Qui Brille                 | 蛍の街                      | Hotaru no Machi              | 28 décembre 1978      |
| 17 | La Planète Blindée                 | 装甲惑星                    | Soko Wakusei                 | 4 janvier 1979        |
| 18 | L'Autre Marina                     | 泥のメーテル                | Doro no Maetel               | 11 janvier 1979       |
| 19 | La Planète du Repentir             | ざんげの国                  | Zange no Kuni                | 18 janvier 1979       |
| 20 | Les Professionnels                 | プロフェッショナル魂        | Professional Tamashii        | 25 janvier 1979       |
| 21 | Les Feuilles Mortes                | 枯葉の墓標                  | Kareha no Bohyo              | 1 février 1979        |
| 22 | La Pirate de l'Espace              | 海賊船クイーン·エメラルダス | Kaizokusen Queen Emeraldas   | 8 février 1979        |
| 23 | La Reine des Indigènes             | 原始惑星の女王              | Genshi Wakusei Joo           | 15 février 1979       |
| 24 | La Planète Interdimensionnelle     | 次元航海惑星                | Jigen Kokai Wakusei          | 22 février 1979       |
| 25 | Rose Marie                         | 鋼鉄天使                    | Kotetsu Tenshi               | 8 mars 1979           |
| 26 | Le Crime de Teddy                  | 白骨の歌                    | Hakkotsu no Uta              | 15 mars 1979          |
| 27 | Un Beau Geste                      | 雪の都の鬼子母神            | Yuki no Miyako no Kishimojin | 22 mars 1979          |
| 28 | L'Écrivain                         | かげろう星の文豪            | Kageroboshi no Bungo         | 29 mars 1979          |
| 29 | Sakezan                            | サケザン大陸                | Sakezan Tairiku              | 5 avril 1979          |
| 30 | Des Esprits Éclairés               | 幽霊世界のフィラメント      | Yurei Sekai Filament         | 12 avril 1979         |
| 31 | La Planète des Tumultes            | 怒髪星                      | Dohassei                     | 19 avril 1979         |
| 32 | La Planète Rongée                  | 停滞空間のかじられ星        | Teijikukan no Kajirareboshi  | 26 avril 1979         |
| 33 | La Vis Cachée                      | ウラトレスのネジの山        | Ulatores no Neji no Yama     | 3 mai 1979            |

## Saison 3 (1979)
| No | Titre français              | Titre japonais                | Titre japonais                                                                                   | Date de 1re diffusion |
| No | Titre français              | Kanji                         | Rōmaji                                                                                           | Date de 1re diffusion |
| -- | --------------------------- | ----------------------------- | ------------------------------------------------------------------------------------------------ | --------------------- |
| 34 | La Planète Dorée - Partie 1 | プレーテッド·シティの魔女前編 | Plated City no Majo - Part 1                                                                     | 18 mai 1979           |
| 35 | La Planète Dorée - Partie 2 | プレーテッド·シティの魔女後編 | Plated City no Majo - Part 2                                                                     | 25 mai 1979           |
| 36 | Un Grand Savant             | 大酋長サイクロプス            | Daisoncho Saikuropusu                                                                            | 7 juin 1979           |
| 37 | L'Arche de l'Au-delà        | ミーくんの命の館              | Mīkun no Inochi no Yakata                                                                        | 14 juin 1979          |
| 38 |                             | 卑怯者の長老帝国              | Hikyomono no Choro Teikoku (Le pays des supérieurs lâches)                                       | 21 juin 1979          |
| 39 | Une Faiblesse Mortelle      | 霧の都のカスミ                | Kiri no Miyako no Kasumi                                                                         | 5 juillet 1979        |
| 40 |                             | 球状住宅団の大酋長前編        | Kyujo Jutakudan no Dai Shuchou - Part 1 (Le grand chef du groupe des maisons rondes - Partie 1)  | 19 juillet 1979       |
| 41 |                             | 球状住宅団の大酋長後編        | Kyujou Jutakudan no Dai Shuchou - Part 2 (Le grand chef du groupe des maisons rondes - Partie 2) | 26 juillet 1979       |
| 42 |                             | フィメールの思い出            | Fimēl no Omoide (Le Souvenir de Female)                                                          | 2 août 1979           |
| 43 |                             | 嵐が丘のキラ                  | Arashigaoka no Kira (Kira de la colline sous la tempête)                                         | 16 août 1979          |
| 44 |                             | ワルキューレの空間騎行前編    | Valkyrie no Kukan Kiko - Part 1 (La Chevauchée Spatiale des Walkyries - Partie 1)                | 30 août 1979          |
| 45 |                             | ワルキューレの空間騎行後編    | Warukyuri no Kukan Kiko - Part 2 (La Chevauchée Spatiale des Walkyries - Partie 2)               | 6 septembre 1979      |
| 46 |                             | エル アラメインの歌声         | Eru Aramein no Utagoe (La chanson d'El Alamein)                                                  | 13 septembre 1979     |
| 47 |                             | 永久戦斗実験室前編            | Eikyu Sento Jikkenshitsu - Part 1 (Le laboratoire du combat éternel - Partie 1)                  | 20 septembre 1979     |
| 48 |                             | 永久戦斗実験室後編            | Eikyu Sento Jikkenshitsu - Part 2 (Le laboratoire du combat éternel - Partie 2)                  | 27 septembre 1979     |
| 49 |                             | これからの星                  | Korekara no Hoshi (La planète d'à partir de maintenant)                                          | 18 octobre 1979       |
| 50 |                             | 亡霊トンネル                  | Borei no Tunnel (Le tunnel des esprits)                                                          | 25 octobre 1979       |
| 51 |                             | 透明海のアルテミス前編        | Tomeikai no Artemis - Part 1 (Artémis de la mer transparente - Partie 1)                         | 1 novembre 1979       |
| 52 |                             | 透明海のアルテミス後編        | Tomekai no Artemis - Part 2 (Artémis de la mer transparente - Partie 2)                          | 8 novembre 1979       |
| 53 |                             | 鏡の国の鉄郎                  | Kagami no Hoshi no Tetsuro (Tetsurô et le miroir des étoiles)                                    | 15 novembre 1979      |
| 54 |                             | 終わりなき夏の物語前編        | Owarinaki Natsu no Monogatari - Part 1 (L'histoire de l'été sans fin - Partie 1)                 | 22 novembre 1979      |
| 55 |                             | 終わりなき夏の物語後編        | Owarinaki Natsu no Monogatari - Part 2 (L'histoire de l'été sans fin - Partie 2)                 | 29 novembre 1979      |

## Saison 4 (1979-80)
| No | Titre français | Titre japonais             | Titre japonais                                                                                             | Date de 1re diffusion |
| No | Titre français | Kanji                      | Rōmaji | Date de 1re diffusion |
| -- | -------------- | -------------------------- | --- | --------------------- |
| 56 |                | 冷血帝国前編               | Reiketsu Teikoku - Part 1 (L'empire du sang froid - Partie 1)                                              | 6 décembre 1979       |
| 57 |                | 冷血帝国後編               | Reiketsu Teikoku - Part 2 (L'empire du sang froid - Partie 2)                                              | 13 décembre 1979      |
| 58 |                | 足音村の足音               | Ashioto Mura no Ashioto (Le bruit de pas du village des bruits de pas)                                     | 20 décembre 1979      |
| 59 |                | なまけものの鏡             | Namakemono no Kagami (Le miroir des fainéants)                                                             | 27 décembre 1979      |
| 60 |                | 大四畳半惑星の幻想前編     | Daishijouhan Wakusei no Gensou - Part 1 (L'illusion de la grande planète des 4 tatamis et demi - Partie 1) | 10 janvier 1980       |
| 61 |                | 大四畳半惑星の幻想後編     | Daishijouhan Wakusei no Gensou - Part 2 (L'illusion de la grande planète des 4 tatamis et demi - Partie 2) | 17 janvier 1980       |
| 62 |                | 夜のない街                 | Yoru no nai Machi (La ville sans nuit)                                                                     | 24 janvier 1980       |
| 63 |                | ヤミヤミの姉妹             | Yami Yami no Shimai (Les sœurs de Yamiyami)                                                                | 31 janvier 1980       |
| 64 |                | 沈黙の聖地                 | Chinmoku no Seichi (Le sanctuaire du silence)                                                              | 7 février 1980        |
| 65 |                | 交響詩魔女の竪琴           | Kokyoshi Majo no Tategoto (Symphonie : La lyre de la sorcière)                                             | 14 février 1980       |
| 66 |                | 霧の葬送惑星               | Kiri no Soso Wakusei (Les brumes de la planète présente aux enterrements)                                  | 21 février 1980       |
| 67 |                | 宇宙僧ダイルーズ           | Uchu Sou Dairuz (Dailûzu, le prêtre de l'univers)                                                          | 28 février 1980       |
| 68 |                | 好奇心という名の星         | Kokishin to Iu Na no Hoshi (Une planète nommée curiosité)                                                  | 6 mars 1980           |
| 69 |                | C62の反乱                  | C62 no Hanran (La révolte du C62)                                                                          | 13 mars 1980          |
| 70 |                | 心やさしき花の都           | Kokoro Yasashiki Hana no Miyako (La capitale des gentilles fleurs)                                         | 20 mars 1980          |
| 71 |                | 賽の河原の開拓者           | Sai no Kawara no Kaikakusha (Les pionniers de la rive de Sai)                                              | 27 mars 1980          |
| 72 |                | 大暗黒星雲アフリカ前編     | Daiankoku Seiun Afurika - Part 1 (Africa la nébuleuse des ténèbres - Partie 1)                             | 24 avril 1980         |
| 73 |                | 大暗黒星雲アフリカ後編     | Daiankoku Seiun Afurika - Part 2 (Africa la nébuleuse des ténèbres - Partie 2)                             | 1 mai 1980            |
| 74 |                | 17億6千5百万人のくれくれ星 | Jushichioku Rokusen Gohyakumannin no Kurekure (Les 1 765 millions d'habitants de Kurekure Hoshi)           | 8 mai 1980            |
| 75 |                | 水の国のシャイアン 前編    | Mizu no Kuni no Shaian - Part 1 (Shaïan le pays de l'eau - Partie 1)                                       | 15 mai 1980           |
| 76 |                | 水の国のシャイアン 後編    | Mizu no Kuni no Shaian - Part 2 (Shaïan le pays de l'eau - Partie 2)                                       | 29 mai 1980           |
| 77 |                | 喰命聖女 前編              | Shokumei Seijo - Part 1 (La Sainte, dévoreuse de vie - Partie 1)                                           | 12 juin 1980          |

## Saison 5 (1980)
| No | Titre français | Titre japonais                | Titre japonais                                                                | Date de 1re diffusion |
| No | Titre français | Kanji                         | Rōmaji                                                                        | Date de 1re diffusion |
| -- | -------------- | ----------------------------- | ----------------------------------------------------------------------------- | --------------------- |
| 78 |                | 喰命聖女 後編                 | Shokumei Seijo - Part 2 (La Sainte, dévoreuse de vie - Partie 2)              | 26 juin 1980          |
| 79 |                | 時間城の海賊 前編             | Jikanjo no Kaizoku - Part 1 (Le pirate du château du temps - Partie 1)        | 3 juillet 1980        |
| 80 |                | 時間城の海賊 中編             | Jikanjo no Kaizoku - Part 2 (Le pirate du château du temps - Partie 2)        | 10 juillet 1980       |
| 81 |                | 時間城の海賊 後編             | Jikanjo no Kaizoku - Part 3 (Le pirate du château du temps - Partie 3)        | 17 juillet 1980       |
| 82 |                | 短かな生命の物語              | Mijika na Seimei no Monogatari (L'histoire de la vie courte)                  | 24 juillet 1980       |
| 83 |                | 第3生命帯                     | Daisan Seimeitai (La troisième ceinture de vie)                               | 31 juillet 1980       |
| 84 |                | 巨象の星                      | Kyozo no Hoshi (La planète de l'éléphant géant)                               | 14 août 1980          |
| 85 |                | 愛の幻影惑星                  | Ai no Genei Wakusei (La planète de l'illusion de l'amour)                     | 21 août 1980          |
| 86 |                | 親知らず星のUFO               | Oyashirazu no UFO (L'OVNI dangereux)                                          | 28 août 1980          |
| 87 |                | 海からきたエルザ              | Umi kara kita Elsa (Elsa venue de la mer)                                     | 4 septembre 1980      |
| 88 |                | 運命の分かれ星                | Unmei no Wakarie Hoshi (La planète où on connait le destin)                   | 11 septembre 1980     |
| 89 |                | ガンマン哀歌                  | Ganman aika (L'élégie de Gunman)                                              | 25 septembre 1980     |
| 90 |                | アンドロメダの雪女 前編       | Andromeda no Yukionna - Part 1 (L'esprit de la neige d'Andromeda - Partie 1)  | 9 octobre 1980        |
| 91 |                | アンドロメダの雪女 後編       | Andromeda no Yukionna - Part 2 (L'esprit de la neige d'Andromeda - Partie 2)  | 16 octobre 1980       |
| 92 |                | 海底都市の最後                | Kaitei Toshi no Saigo (La fin de la ville sous-marine)                        | 23 octobre 1980       |
| 93 |                | 昆虫惑星の螢子                | Konchu Wakusei no Keiko (Keiko de la planète insecte)                         | 30 octobre 1980       |
| 94 |                | ヤーヤボールの小さな世界 前編 | Yaryabol no Chiisa na Sekai - Part 1 (Le petit monde de Yaya Ball - Partie 1) | 6 novembre 1980       |
| 95 |                | ヤーヤボールの小さな世界 後編 | Yaryabol no Chiisa na Sekai - Part 2 (Le petit monde de Yaya Ball - Partie 2) | 13 novembre 1980      |
| 96 |                | フライング·クロ 前編          | Flying Kuro - Part 1 (Flying Kuro - Partie 1)                                 | 20 novembre 1980      |
| 97 |                | フライング·クロ 後編          | Flying Kuro - Part 2 (Flying Kuro - Partie 2)                                 | 27 novembre 1980      |
| 98 |                | 宇宙に残った一冊の本          | Uchu ni Nokotta Issatsu no Hon (Le livre qui resta dans l'univers)            | 4 décembre 1980       |
| 99 |                | 四次元エレベーター            | Yojigen no Elevator (L'ascenseur en 4 dimensions)                             | 11 décembre 1980      |

## Saison 6 (1980-81)
| No  | Titre français | Titre japonais            | Titre japonais                                                                      | Date de 1re diffusion |
| No  | Titre français | Kanji                     | Rōmaji                                                                              | Date de 1re diffusion |
| --- | -------------- | ------------------------- | ----------------------------------------------------------------------------------- | --------------------- |
| 100 |                | ルーズゾーンの妖怪        | Loose Zone no Yokai (Le spectre de Loose Zone)                                      | 18 décembre 1980      |
| 101 |                | 永遠の夢追い星            | Eien no Yume Oi Hoshi (La planète à la poursuite du rêve)                           | 25 décembre 1980      |
| 102 |                | 聖女王の反乱星            | Seijoo no Hanran Hoshi (La planète de la révolte de la sainte reine)                | 8 janvier 1981        |
| 103 |                | アンドロメダ千夜一夜 前編 | Andromeda Senya Ichiya - Part 1 (Les mille et une nuits d'Andromeda - Partie 1)     | 15 janvier 1981       |
| 104 |                | アンドロメダ千夜一夜 後編 | Andromeda Senya Ichiya - Part 2 (Les mille et une nuits d'Andromeda - Partie 2)     | 22 janvier 1981       |
| 105 |                | 若き戦士の伝説            | Wakaki Senshi no Densetsu (La légende du jeune guerrier)                            | 29 janvier 1981       |
| 106 |                | 幽霊駅13号                | Gōsuto Sutehshon 13-go (Ghost Station no 13)                                        | 5 février 1981        |
| 107 |                | キリマンジャロの鳥人      | Kilimanjaro no Choujin (L'aviateur du Kilimanjaro)                                  | 12 février 1981       |
| 108 |                | マカロニグラタンの崩壊    | Macaroni Gratin no Hokai (L'effondrement de Macaroni Gratin)                        | 19 février 1981       |
| 109 |                | メーテルの旅 前編         | Maetel no Tabi - Part 1 (Le voyage de Maetel - Partie 1)                            | 26 février 1981       |
| 110 |                | メーテルの旅 後編         | Maetel no Tabi - Part 2 (Le voyage de Maetel - Partie 2)                            | 5 mars 1981           |
| 111 |                | 惑星こうもり              | Wakusei Komori (La planète chauve-souris)                                           | 12 mars 1981          |
| 112 |                | 青春の幻影 さらば999 前編 | Seishun no Genei Saraba 999 - Part 1 (Illusion de la jeunesse Adieu 999 - Partie 1) | 19 mars 1981          |
| 113 |                | 青春の幻影 さらば999 後編 | Seishun no Genei Saraba 999 - Part 2 (Illusion de la jeunesse Adieu 999 - Partie 2) | 26 mars 1981          |

## Épisodes spéciaux
| No                                             | Titre français | Titre japonais                   | Titre japonais                                                               | Date de 1re diffusion |
| No                                             | Titre français | Kanji                            | Rōmaji                                                                       | Date de 1re diffusion |
| ---------------------------------------------- | -------------- | -------------------------------- | ---------------------------------------------------------------------------- | --------------------- |
| 1                                              |                | 君は戦士のように生きられるか！？ | Kimi wa Senshi no Yô ni Ikirareru ka !? (Peux-tu vivre comme un guerrier !?) | 11 octobre 1979       |
| 2                                              |                | 永遠の旅人エメラルダス           | Eien no Tabibito Emeraldas (Emeraldas, l'éternelle voyageuse)                | 3 avril 1980          |
| 3                                              |                | 君は母のように愛せるか！！       | Kimi wa Haha no Yô ni Aiseruka !! (Peux-tu être aimée comme une mère !)      | 2 octobre 1980        |
| 4                                              |                | 少年の旅立ちと別れ               | Shônen no Tabidachi to Wakare (Le Départ et l'adieu du garçon)               | 5 avril 1982          |
| Note : initialement prévu pour le 2 avril 1981 |                |                                  |                                                                              |                       |